# Ninja (Six Flags Over Georgia)
De Blue Hawk (eerder Ninja) is een stalen achtbaan in het Amerikaanse attractiepark Six Flags Over Georgia. De achtbaan is geopend op 1 maart 1992 en is gebouwd door de Nederlandse attractiebouwer Vekoma. De minimale lengte om in de Blue Hawk te mogen is 1,20 meter. De achtbaan ligt in het themagebied 'Cotton State Section'. De achtbaan is helemaal boven het water gebouwd. Dit is gedaan om de bezoekers een nog betere ervaring te laten beleven.

## Algemene informatie
De Blue Hawk heeft een baanlengte van 835,8 meter en een hoogte van 37,2 meter. Hij haalt een maximale snelheid van 83,7 kilometer per uur en de rit duurt één minuut en 20 seconden. Verder bevat de baan nog vijf inversies. Op Blue Hawk rijden twee treinen met elk zeven karretjes. De capaciteit van de Blue Hawk is 28 personen en de capaciteit per uur is 1300 personen.

## Renovatie
Na seizoen 2015 werd de Ninja gesloten voor renovatie. Hierbij werden stukken baan vervangen om de achtbaan comfortabeler te maken. Ook werd de baan blauw geschilderd. De treinen van Arrow Dynamics werden van de baan verwijderd. Er kwamen nieuwe MK-1212 treinen van Vekoma voor in de plaats. Ook kreeg de achtbaan een militair thema.

## Trivia
- Bij de meeste achtbanen zit de motor van de lifthill (takelhelling) beneden. Dit is makkelijker voor de onderhoud. Bij de Blue Hawk zit de motor helemaal bovenaan.